# 나노카이치번
나노카이치 번(일본어: 七日市藩 나노카이치한[*])은 고즈케국 간라군(지금의 군마현 도미오카시 나노카이치)을 지배하던 번이다. 번청은 나노카이치 진야에 위치해있다.